# Oorlogskruis voor Burgerlijke Verdienste
Het Oorlogskruis voor Burgerlijke Verdienste (Duits: "Kriegskreuz für Zivilverdienste") was een hoge onderscheiding van het Keizerrijk Oostenrijk. De onderscheiding die tot de orden van verdienste gerekend mag worden heeft drie klassen en werd in de Eerste Wereldoorlog door Keizer Frans Jozef van Oostenrijk ingesteld.
Het kruis is de civiele evenknie van het Kruis voor Militaire Verdienste. De Eerste Klasse kwam in de strenge Draagvolgorde van de Oostenrijkse onderscheidingen na het Grootkruis van de Frans Jozef-Orde en was hoger in rang dan het Keizerlijk-Koninklijk Oostenrijks-Hongaars Ereteken voor Kunst en Wetenschap en het commandeurskruis van de Oostenrijkse Leopold-Orde. 
Deze hoge onderscheiding werd op 16 augustus 1915 ingesteld door Frans Jozef Keizer van Oostenrijk en Apostolisch Koning van Hongarije. De orde had vier klassen en was bedoeld als een beloning voor mensen die tijdens de Eerste Wereldoorlog opvielen door grote ijver en het aanbieden van speciale diensten.

## De versierselen
Het wit geëmailleerde kruis heeft de vorm van een Kruis pattée met een om het kruis gevlochten lauwerkrans. In het medaillon staat het monogram van de stichter "FJI". Daaromheen stat in gouden of zilveren letters  "Merito Civili tempore Belli MCMXV".
De kruisen van de Eerste en Tweede Klasse zijn van verguld zilver, De Derde Klasse is verzilverd brons en de Vierde Klasse is van niet geëmailleerd brons.
De Ie Klasse draagt een keur voor het zilver, de Wiener Dianakopfpunze en het stempel "WW" dat voor de beroemde Wiener Werkstätte staat. 
De IIe Klasse draagt het stempel R. u. F voor Rozet u. Fischmeister.
Het kruis werd eenmaal "met diamanten" uitgereikt; aan de Oostenrijks-Hongaarse ambassadeur Kajetan Merey van Kapo-Mere die namens Keizer Karel I van Oostenrijk het Verdrag van Brest-Litovsk tekende.